# Moule verte de Nouvelle-Zélande
Perna canaliculus
Espèce
La Moule verte de Nouvelle-Zélande, Perna canaliculus, est un mollusque bivalve de la famille des Mytilidae. C'est une espèce élevée en nombre en Nouvelle-Zélande.

## Distribution
Perna canalicula vit autour de la Nouvelle-Zélande. On la trouve généralement plus bas que la zone intertidale, bien que l'on peut quelquefois l'y trouver. P. canalicula se nourrit de différents types de phytoplancton.

## Description
La Moule verte de Nouvelle-Zélande se distingue des autres moules par la couleur verte du bord de sa coquille. C'est aussi l'une des plus grandes espèces de moules, qui peut atteindre 240 mm.

## Utilisations
Cette moule est consommée et a été testée (2014) pour la production de complément alimentaire pour chien afin de traiter l'arthrose canine, via une étude prospective croisée contrôlée en aveugle conduite sur 30 chiens de propriétaires non traités par des médicaments, sans effet secondaire détecté hormis une augmentation du poids des 
chiens durant la période de traitement.
Elle est également utilisée dans la création d'appât pour la pêche a la carpe, les moules sont réduites en farines ou en liquide afin de fabriquer des « bouillettes » et autres aliments pour les cyprinidés qui sont connus sous le nom de « GLM » (Green Lipped Mussel). 